# (1932) Jansky
(1932) Jansky (1971 UB1) – planetoida z pasa głównego asteroid okrążająca Słońce w ciągu 3,65 lat w średniej odległości 2,37 j.a. Odkryta 26 października 1971 roku.